# Offener Kanal Nordhausen
 (juin 2018).
Offener Kanal Nordhausen est une station de radio associative locale de Nordhausen.

## Histoire
Lors de l'année de sa création, 150 personnes contribuent à produire 4 000 heures de programmes musicaux, d'information ou de discussion.
Elle peut faire des émissions en dehors de son studio comme l'atteste une présence au festival Rolandsfest.
En 2012, 40 000 euros sont investis dans le renouvellement du studio de radio et dans l'investissement lié à la technologie numérique.

### Source de la traduction
- (de) Cet article est partiellement ou en totalité issu de l’article de Wikipédia en allemand intitulé « Offener Kanal Nordhausen » (voir la liste des auteurs).